# Philygria madeirae
Philygria madeirae är en tvåvingeart som beskrevs av Hollmann-schirrmacher 1998. Philygria madeirae ingår i släktet Philygria och familjen vattenflugor.
Artens utbredningsområde är Madeira. Inga underarter finns listade i Catalogue of Life.